# Peter Dodson
Peter Dodson (* 20. srpna 1946) je americký paleontolog, specializující se na dinosaury (zejména ceratopsy). Publikoval také několik významných knih a množství vědeckých studií, proto bývá považován za autoritu v tomto oboru. Podílel se také na vydání stěžejního díla The Dinosauria, které je označováno za nejlepší první zdroj k této tematice. Dodson sám popsal nebo se spolupodílel na popisu mnoha druhů dinosaurů, včetně rodů Avaceratops (1986) nebo Suuwassea (2004). Vychoval také množství talentovaných studentů, nyní úspěšných paleontologů. Jako jeden z mála byl Dodson do nedávna odpůrcem myšlenky dinosauřího původu ptáků, nyní ji však již uznává. Dodson patří k významným odborníkům na dinosaury přelomu 20. a 21. století.

## Vydané knihy
- Dodson, P. (1996). The Horned Dinosaurs. Princeton University Press:Princeton, New Jersey, p. 244. ISBN 0-691-02882-6.
- Upchurch, P., Barrett, P.M. and Dodson, P. 2004. Sauropoda. In The Dinosauria, 2nd edition. D. Weishampel, P. Dodson, and H. Osmólska (eds.). University of California Press, Berkeley.